# Yves Tinayre
 (janvier 2023).
La mise en forme du texte ne suit pas les recommandations de Wikipédia : il faut le « wikifier ».
Les points d'amélioration suivants sont les cas les plus fréquents. Le détail des points à revoir est peut-être précisé sur la page de discussion.
- Les titres sont pré-formatés par le logiciel. Ils ne sont ni en capitales, ni en gras.
- Le texte ne doit pas être écrit en capitales (les noms de famille non plus), ni en gras, ni en italique, ni en « petit »…
- Le gras n'est utilisé que pour surligner le titre de l'article dans l'introduction, une seule fois.
- L'italique est rarement utilisé : mots en langue étrangère, titres d'œuvres, noms de bateaux, etc.
- Les citations ne sont pas en italique mais en corps de texte normal. Elles sont entourées par des guillemets français : « et ».
- Les listes à puces sont à éviter, des paragraphes rédigés étant largement préférés. Les tableaux sont à réserver à la présentation de données structurées (résultats, etc.).
- Les appels de note de bas de page (petits chiffres en exposant, introduits par l'outil «  Source ») sont à placer entre la fin de phrase et le point final[comme ça].
- Les liens internes (vers d'autres articles de Wikipédia) sont à choisir avec parcimonie. Créez des liens vers des articles approfondissant le sujet. Les termes génériques sans rapport avec le sujet sont à éviter, ainsi que les répétitions de liens vers un même terme.
- Les liens externes sont à placer uniquement dans une section « Liens externes », à la fin de l'article. Ces liens sont à choisir avec parcimonie suivant les règles définies. Si un lien sert de source à l'article, son insertion dans le texte est à faire par les notes de bas de page.
- La présentation des références doit suivre les conventions bibliographiques. Il est recommandé d'utiliser les modèles {{Ouvrage}}, {{Chapitre}}, {{Article}}, {{Lien web}} et/ou {{Bibliographie}}. Le mode d'édition visuel peut mettre en forme automatiquement les références.
- Insérer une infobox (cadre d'informations à droite) n'est pas obligatoire pour parachever la mise en page.

Pour une aide détaillée, merci de consulter Aide:Wikification.
Si vous pensez que ces points ont été résolus, vous pouvez retirer ce bandeau et améliorer la mise en forme d'un autre article.
Yves Tinayre, né à Paris le 25 avril 1891 et mort à New York le 12 juillet 1972, est un ténor et musicologue qui redécouvrit de nombreuses œuvres de musique ancienne et de la Renaissance et les fit connaître d'un large public.

## Biographie
Né le 25 avril 1891 à Paris (7e arrondissement), mort le 12 juillet 1972 à New York, Jean Auguste Yves Tinayre est le fils du peintre Louis Tinayre et d'Adèle Jacomet, qui était pianiste [source ?]. Tinayre a étudié la composition à Paris auprès d'Armand Marsick. D'après ses papiers militaires, il était employé de banque quand il s'est engagé volontaire dans les Chasseurs alpins en 1910 pour trois ans, et a été rappelé à l'activité le 3 août 1914 puis réformé après une blessure le 16 juin 1915.
Tinayre apparaît dans la presse française en 1920, lorsque Le Figaro annonce ses deux concerts à la salle des agriculteurs, accompagné par Frédérique Gauthier, les 24 et 2 janvier. Le Ménestrel revient sur ces concerts en précisant que déjà Tinayre s'intéressait à la musique "depuis la mélodie archaïque et charmante du XVe siècle, L'Amour de moy, jusqu'aux proses de Jules Renard" (1906). Cet intérêt pour la musique ancienne et de la Renaissance en même temps que pour les œuvres plus récentes ou contemporaines perdure pendant une partie de la carrière de Tinayre.
La présence de Tinayre est ensuite signalée à Monte Carlo, dès le 13 mars, alors qu'il doit chanter au Casino en avril. Sa femme, Rosamund May Sale (1882–1997), petite-fille de Lord Romilly, est à ses côtés. Il est de nouveau à Monte-Carlo pour un gala de charité en 1923, avec trois airs français de la fin du XIXe siècle.
Il participe de nouveau à un concert de charité, au profit de l'Œuvre des Petites Préservées (pour les fillettes de moins de 13 ans en état d'abandon ou de danger moral : 54, rue Violet) donné au Jockey Club le 22 juin 1925.
On retrouve ensuite Tinayre le 7 juillet 1924 à la salle Pleyel : il crée deux extraits ('Je renye Amours et despite', et 'Lay ou plustot Rondeau') de l'opéra d'Ezra Pound, Le Testament de Villon (en). Le Testament est créé in extenso le 29 juin 1926, salle Pleyel, avec Yves Tinayre et, au clavecin, son frère, le peintre Paul Tinayre.
Il retrouve un répertoire très contemporain le 16 juin 1925 lorsqu'il chante des œuvres de Marie Nageotte-Wilbouchewitch au Caméléon.
Au début de l'année 1925, YT chante à Marseille dans un opéra d'Édouard Trémisot, Stamboul.
En avril 1925, Tinayre tient le rôle de ténor solo dans Les Béatitudes de César Franck, à Pau et Bayonne, sous la direction de Marcel Labey.
En juin 1925 commence l'un de ses grands partenariats : il donne plusieurs concerts accompagné par le jeune Vlado Perlemuter. Le 3 juin 1925, au 'Caméléon',. Tinayre chante le Cantico al Sole (tiré d'un oratorio sur Saint François d'Assise) de Raymond Petit (1904-1992), élève de Charles Tournemire.
Un autre concert réunissant Tinayre et Perlemuter est annoncé pour le 23 juin, Salle des agriculteurs, au profit du Secours social à l'hôpital. Les œuvres interprétées vont du XVe au XXe siècle. On trouve déjà des compositeurs qu'Y. Tinayre garde à son répertoire tout au long de sa carrière : Bach, Pergolèse, Nicolas Dalayrac pour la musique ancienne, et d'autre part Debussy, Chausson, Francesco Malipiero, Duparc et Fauré, ainsi qu'un intérêt pour les vieilles chansons populaires.
Il mène ensuite une carrière de musicien mondain présent dans tous les salons de l'aristocratie mélomane parisienne, toujours accompagné par Perlemuter. En juin également, M. et Mme Tinayre ouvrent leur propre salon, 64 rue de la Santé, pour un concert annoncé dans la colonne 'Mondanités' de Comœdia. Lors de l'un de ces nombreux concerts mondains (en juillet 1925), il croise également M. et Mme Henri Casadesus (qui animent la Société des Instruments Anciens). Parmi les œuvres interprétées, on entend notamment des chansons "decidedly modern" de Raymond Petit et des compositions des XIe et XIIe siècles exhumées par le chanteur.
En décembre 1925, les Tinayre reçoivent de nouveau, cette fois pour un concert de musique de Bach, et des XIXe (Schubert) et XXe siècles (Gian Francesco Malipiero et Ildebrando Pizzetti, accompagné par Perlemuter ; et Pierre de Bréville, accompagné par le compositeur).
Il se lance dans une nouvelle activité en novembre 1925 en chantant dans le cadre des conférences Comœdia, avec à son programme Luigi Rossi, M.-A. Cesti, A. Scarlatti, Leonardo Leo, Rameau. Henry Prunières est le conférencier. Il recommence en février 1926, le 10 avec Jean Théodore Gérold  parlant de Schubert (Tinayre chante Schubert accompagné par Perlemuter et Eugène Wagner ) ; le 27 février, André Schaeffner, conférence illustrée par des lieder de Carl Loewe  et, le 24 février, Henri Woollett : Tinayre interprète Mendelssohn et Brahms, accompagné par Perlemuter.
Tinayre revient à la musique contemporaine et à la bienfaisance le 14 février 1926 à la salle Gaveau, dans Le Roi David de Honegger, sous la direction d'Albert Wolff, au bénéfice de l'Union des aveugles de guerre, présidée alors par Georges Scapini (25, rue Ballu et plus tard 49, rue Blanche). Il retrouve le milieu militaire en chantant en décembre 1926, aux Invalides, pour les étudiants américains reçus par l'Association d'Accueil aux Etudiants des Etats-Unis présidée par le général Gouraud
Tinayre participe à un concert organisé par Jacques Spinadel en février 1926. Spinadel organisait des concerts de musique russe, et celui-ci était consacré à Rimsky-Korsakov (mort en 1908). Les autres artistes comprenaient Raïssa Asroff (qui devint Mme Spinadel), Mme Leclerc-Marlot, violoniste et Arnold Rachmanoff.
Le 20 février, Tinayre chante au Concerts Poulet, le 22 à la salle de l'Hôtel Majestic, avec Marthe Bracquemond, (André ?) Dejean (trompette), L. Bellanger (violon) et L. Temerson (violon), et le 23 mars, il retrouve, salle de l'ancien Conservatoire, Frédérique Gauthier et Perlemuter dans un programme qui va de Bach et Haendel jusqu'à Déodat de Séverac, Debussy et Duparc.
L'intérêt de Tinayre pour la musique ancienne se manifeste plus clairement lors du concert du 4 mai 1926 (salle de l'ancien Conservatoire). Stan Golestan évoque un concert accompagné en partie par les instruments anciens et rassemblant des œuvres anciennes de Jacopo Peri (Euridice), Purcell (air tiré de Dioclesian (en)), Schütz et "des productions nouvelles de Caplet (Les Prières, troisième partie : Le Symbole des Apôtres), Debussy (Recueillement), Louis Gruenberg (Temples), Raymond Petit et Davico (it), dont la musicalité est du meilleur aloi. Il était accompagné par Perlemuter, Pierre Fournier (violoncelle) et Cellier, titulaire de l'orgue de l'Église réformée de Paris Étoile) avec lequel, au cours des années suivantes, Tinayre se produisit maintes fois dans les temples réformés.
Yves Tinayre et son frère Paul entrent à la Société française de musicologie (séance du 29 novembre 1926) après avoir participé le 14 novembre à l'inauguration de la restauration du grand orgue de Église Saint-Sauveur du Petit-Andely  en donnant une audition de musique ancienne, avec Widor à l'orgue.
La Revue de musicologie publiée par la Société française de musicologie (1er février 1927) rend compte du concert qu'il donne le 6 décembre 1926 (salle des concerts du Conservatoire) : "un concert de musique vocale du moyen âge et des maîtres classiques, dont le programme comprenait notamment des pages d'Adam de la Halle, Jehannot de Lescurel, Guillaume de Machault,et plusieurs anonymes du XIIIe au XVe siècle, ainsi que de N. de Grigny, Buxtehude, Purcell, enfin J.-S. Bach et Schubert." Ce concert est important pour son programme et pour les instrumentistes qui accompagnaient Tinayre, qui, en dehors de Perlemuter au piano, comprenaient des artistes investis dans la redécouverte de la musique ancienne : Marthe Bracquemond (orgue), Jeanne Zimmermann (rebec) et Louis Stien (flûtes droites).
Tinayre termine l'année en donnant deux concerts de bienfaisance, les 18 et 19 décembre 1926, au profit des "Colonies fraternelles de la jeunesse", salle Oedenkoven, avec les mêmes accompagnateurs qu'au début du mois, auxquels s'est adjoint le harpiste Pierre Jamet.
Par ailleurs, en décembre 1926, un épisode judiciaire se termine : Walther Straram avait organisé un Festival Mozart au Théâtre des Champs-Elysées. Tinayre devait y chanter dans Don Juan et Cosi fan tutte, mais fut remplacé en dernière minute. Straram allégua que Tinayre ne savait pas ses rôles pendant les répétitions, mais fut finalement condamné pour ne pas avoir pu prouver ses allégations.
Le premier grand événement de l'année 1927 est le premier concert des Musiciens de la Vieille France, ensemble présidé par Tinayre mais fondé au début de 1926 par Louis Stien, selon Le Ménestrel, qui précise que l'objectif est "de présenter à un public lassé des programmes routiniers où s'impatiente son avidité d'émotions rares, des œuvres de Maîtres illustres [du XIIe siècle à l'apogée de J.-S. Bach], qu'illuminèrent, jadis, la littérature musicale occidentale, et que la coupable incurie des interprètes a précipitées peu à peu dans un oubli honteusement injustifié."
Le premier concert a lieu le 8 février 1927, les musiciens jouent sur instruments anciens de la collection Guénot, à l'exception du clavecin. Celui-ci était tenu par Eliane Zurfluh-Tenroc. Les autres musiciens incluaient Alexandre Cellier (orgue, clavecin, virginal) ; Geo Reverson, quinton, pochette ; René Michaux, dessus de viole, vièle et viole d'amour ; Pierre Loïcq, ténor de viole ; Jean Schricke, viole de gambe ; Georges Marie, basse de viole ; Louis Stien (flûtes à bec, hautbois d'amour et musette) ; Pessiers, flûte traversière dix-huitième. Les chanteurs étaient Tinayre et Marthe Marthine . L'ensemble était placé sous la direction de Georges Becker. D'autres musiciens les rejoignaient parfois : Georges Drouet (dessus de viole et viole d'amour), Max Bertrand et Pierre Lepetit (pardessus de viole), notamment. Les artistes promettaient "une garantie absolue d'authenticité de transcription et d'exécution".
Un nouveau concert des Musiciens de la Vieille France a lieu le 24 novembre, au Majestic, annoncé dans le Chicago tribune et suivi d'un nouvel article élogieux dans Le Ménestrel.
En 1927, Tinayre reprend les concerts dans les salons mondains, avec des programmes allant de Dufay à Caplet, toujours en compagnie de Perlemuter; il continue à chanter les œuvres de Raymond Petit (son Hymne védique, salle Pleyel) ; il chante avec les Concerts Poulet, salle Comoedia (51 rue Saint Georges, 9e) et salle Majestic.
Selon The Chicago tribune, il rentre d'une tournée en Angleterre début février 1927, et se prépare à repartir en tournée, cette fois aux États-Unis.
L'événement le plus important est ensuite, le 24 mars 1927, le premier concert de la Société de Musique ancienne "nouveau groupement qui comprend parmi ses fondateurs plusieurs membres de la Société française de musicologie, dont le comte de Courville et président […]. Il y a été exécuté des œuvres du XIIIe au XVIIe siècle (Machaut, Binchois, Tinctoris, Jones, Saracini, Clérambault, Gervaise, Mattheson, Barrière, Scarlatti, etc.), par les voix et les anciens instruments, MM. R. Le Roy, Jamet, Yves Tinayre, Mme [… Jeanne] Zimmermann, etc. M. Lionel de La Laurencie commenta le programme".
Tinayre participe ensuite à un concert de la Société Bach, sous la direction de Gustave Bret et le 1er mai 1927 donne de nouveau un concert à la salle Majestic, et obtient un relativement long article dans Lyrica, la revue fondée par Eustase Thomas-Salignac. L'auteur détaille la façon de procéder de Tinayre, qui recherche des partitions oubliées d'œuvres  allant du XIVe (ou d'autres fois du XIe) au XVIIe (ou XVIIIe) siècle, et en donne beaucoup en première audition. Après avoir loué les qualités musicales du ténor, il mentionne ses partenaires : Marthe Bracquemond, organiste ; Henri  Giraud (du Quatuor Poulet) ; André Dejean (trompette) ; et deux musiciens des concerts Lamoureux, Jacques Baumé  et Etienne Jumelais (violoncelliste né 1891), tous sous la direction de Gaston Poulet. Curieusement, le concert se terminait par le Roi des Aulnes accompagné par Marguerite Poulet  et une Aria avec trompette de Purcell.
Le concert suivant, le 17 mai, donna lieu à un article élogieux dans Le Ménestrel. Les participants et le programme semblent avoir été à peu près les mêmes, avec en plus deux chansons espagnoles du XVe siècle.
La saison de printemps se termine pour Tinayre par sa participation à une conférence-audition en l'honneur du centenaire du romantisme, avec des œuvres de Berlioz interprétées par Tinayre, la soprano Fanny Malnory-Marseillac et le pianiste Edouard Risler tandis que le conférencier est Julien Tiersot
. Il participe à un Concert Poulet le 21 octobre (quatre lieder du Chant du Cygne) et chante de nouveau (Schubert et Schumann) dans le cadre d'une conférence en novembre, le 29 : Henry Bidou parle de Faust à l'Université des Annales. Il participe à une autre conférence de l'Université des Annales le 6 décembre 1928 avec Fernand Gregh .
Au début de 1928, Tinayre reprend les concerts avec ses partenaires habituels. Les 16 et 17 février il est à l'Etoile, pour un festival Bach, avec la Société Bach dirigée par Gustave Bret (1875-1969), le compositeur et organiste qui a fondé la Société Jean-Sébastien Bach, avec Albert Schweitzer, en 1905. Le 19, il chante à la salle des fêtes du Journal, dans un programme de Rameau à Malipiero (la 'Chanson Morave'), accompagné au piano par Jean Clergue. Le 6 mars, il participe au premier concert de la nouvelle Société Internationale des Amis de la Musique Française, salle Gaveau,. Beaucoup plus original, Tinayre chante quelques airs au concert de Gaston Wiéner, qui joue de la scie musicale, le 9 novembre !.
Les Musiciens de la Vieille France donnent plusieurs concerts de musique vocale et instrumentale du XVe au XVIIIe siècle, en avril, mai et novembre. Le concert du 20 mai 1928 est donné lors de l'Assemblée générale de la Société de secours aux blessés militaires des armées de terre et de mer.
Toutefois, un procès oppose Louis Stien à Yves Tinayre et Georges Marie devant le tribunal le 1er février 1929 : Stien demande la dissolution des Musiciens de la Vieille France. Il n'est plus question de cet ensemble dans la presse après le mois de novembre, et Tinayre joue à l'occasion avec la Société des Violes et Clavecins, à la place.
Tinayre participe à d'autres concerts de bienfaisance, le 17 mai 1928 au profit de l'Office d'hygiène sociale et de préservation anti-tuberculeuse de l'Oise, avec l'orchestre des Concerts Lamoureux sous la direction de Paul Paray, salle Gaveau, avec Ninon Vallin et Georges Thill. Il interprète des œuvres d'Armand Bolsène en première audition (Psyché, ballet, fragments ; le Cantique des Cantiques, poème lyrique), les Chœurs de Saint-Gervais étant sous la direction de Paul Le Flem.
Tinayre participe, en janvier 1929, à trois conférences données par Hugues Lapaire à l'Université des Annales, sur "Les Chants du terroir", et interprète des chansons du Berry et des provinces de France. Il entame en mars une longue série de concerts et conférences-concerts dans le sud de la France, de Nevers à Bordeaux, et à Forges-les-Eaux et Guebwiller, souvent dans les temples protestants, avec A. Cellier. Il repart à l'automne, dans l'ouest (Angers, La Rochelle) et dans l'est, pour une longue tournée avec A. Cellier de l'église Saint-Paul de Strasbourg à Colmar.
Tinayre touche un plus vaste public encore grâce à la radio, où on l'entend régulièrement jusqu'en 1939, par exemple lorsque son concert de musique ancienne à Roubaix est retransmis sur Radio PTT Nord.
Trois concerts méritent encore d'être signalés : Tinayre chante le 5 juin 1929 dans Le Messie, salle Gaveau avec la Société des Concerts dirigée par le chef et compositeur Ernst Levy. Les deux autres concerts comportent une partie musique ancienne et une partie contemporaine. Le 26 avril, Tinayre participe au concert du violoniste Pierre Lepetit à Gaveau. Il y chante « Bist du bei mir», deux arias de Bach et quatre lieder de Schubert. Lepetit et ses autres partenaires, le pianiste Maurice Faure et l'organiste Charlotte Sohy Labey interprètent un répertoire plus contemporain : Lili Boulanger, Alfred Bachelet, Darius Milhaud, Saint-Saëns revu par Eugène Ysaÿe, Wieniawski revu par Kreisler, Blair Fairchild revu par Samuel Dushkin, et Cyril Scott.
Le 30 avril, à la salle Chopin, a lieu un concert réunissant une partie ancienne avec Tinayre, et une partie contemporaine avec trois créations. La partie ancienne comprenait des pièces vocales et instrumentales du XIIe au XVe siècle (École de Limoges, Guillaume Dufay, Guillaume de Machaut, etc.). La partie moderne comportait le Trio pour flûte, clarinette et basson de Charles Koechlin par Gaston Blanquart et MM. Cahuzac (flûte) et Dhérin (basson) ; deux œuvres dirigées par leur compositeur : Petites pièces polonaises, pour flûte, hautbois, clarinette, basson, piano, violon et violoncelle, d'Alexandre Tansman, en première audition, et Façade, sketch pour flûte, clarinette, saxophone alto, trompette, violoncelle et batterie, de William Walton, en première audition à Paris ; la troisième œuvre en première audition était la Sonatine pour violon et clavecin, de Tristan Klingsor par Léon Zighera (violoniste  et Pauline Aubert.
Pour l'année 1930, il n'y a que deux concerts parisiens à signaler. Le premier a lieu le 4 janvier 1930, avec l'Orchestre Pasdeloup dirigé par Inghelbrecht ainsi que Maurice Martenot et sa sœur Ginette Martenot. Tinayre y chante des œuvres russes et d'autres qui figurent à son répertoire habituel (Glück, Corelli, Debussy), mais surtout il participe à la création d'un pièce de Dimitrios Levidis, De Profundis pour soli d'ondes, voix d'hommes, harpes, piano, cloches, cymbales, tam-tam et orgue. Les compositeurs Alfred Bruneau et Louis Aubert y assistaient.
L'autre concert parisien de 1930 a lieu le 4 novembre à l'American Library à Paris : Tinayre reprend son répertoire habituel (Caccini, Fauré), y ajoute une œuvre de Johannes Brassart et une pièce contemporaine, de l'Américain Louis Gruenberg, Temples.
L'essentiel de l'activité de Tinayre pour 1930 se passe donc en province : Le Mans (mélodies anciennes), Angers et Strasbourg (début décembre, pour interpréter des œuvres de précurseurs de Bach à l'Église Saint-Guillaume de Strasbourg)et Rennes.
Les deux concerts d'Angers, en novembre, donnent lieu, dans L'Ouest-Éclair, à un long article qui commence par un portrait de Tinayre : "M. Tinayre, en effet, est le type de l'homme cultivé humaniste, chercheur et musicographe qui s'est fait chanteur. Il se plaît à tirer de l'oubli et de la poussière de très vieilles partitions de très vieux auteurs, à les racommoder, les nettoyer et, les auréolant de son amour, à les faire connaître au public. Tâche ingrate dont on devine tout le mérite et toutes les précieuses qualités qu'elle exige de son auteur.
Le chanteur ne le cède en rien au musicien. Doué de moyens vocaux médiocres, M. Tinayre arrive, par la seule puissance de sa technique et de son sentiment, à faire oublier cette insuffisance et à charmer son auditoire." 
Le critique loue ensuite les interprétations que donne Tinayre de son répertoire habituel, et souligne l'intérêt de deux œuvres, une Cantate Regina Cœli de l'Empereur Joseph Ier et une pièce contemporaine de Charles Kœchlin, Prière du Mort (op. 17 n°2), sur des vers de J.-M. de Hérédia. Le programme de ce concert incluait également la symphonie de Chausson, Carnaval de Dvorak et la Petite Suite d'Albert Roussel, en présence du compositeur.
En février 1931, Tinayre prend la plume dans Le Ménestrel pour rendre compte d'un concert de musique française ancienne organisé par Johann Branberger au Mozarteum de Prague (cs) (construit par Jan Kotěra) auquel il a assisté. Il y voit le résultat d'un travail semblable à celui qu'il accomplit en France pour faire connaître la musique ancienne, entend des œuvres jouées "dans la forme authentique où elles furent conçues", "exécuté[es] en majeure partie avec des instruments anciens".
Toujours en février, il enregistre, avec Alexandre Cellier, un hymne protestant (Psaume 65) pour les disques "La Cause".
C'est avec le même Cellier qu'il reprend les tournées en France, donnant des concerts en particulier dans les temples protestants. A l'occasion du concert à Montpellier le 27 mars, il bénéficie d'un long article bien informé dans la presse… signé de Raymond Petit qui parle de "longues études en France, en Angleterre, couronnées par un séjour de deux ans en Italie" et précise que Tinayre "cherche des partitions oubliées en France, Angleterre, Allemagne" Un autre article, dans L'Express du Midi, indique que Tinayre aurait retrouvé 300 œuvres du XIIe au XVIIIe siècle. Lors de son passage à Pau, il donne une conférence-audition sur les compositeurs allemands et autrichiens du XIXe siècle.
A Paris, il participe le 10 février, salle Gaveau, à un concert organisé par L'Effort, avec Cellier, bien sûr, et l'Orchestre Poulet. Le programme va du XIIIe siècle à Mozart. Le 12 juin est avec Cellier au Temple réformé de l'Etoile.
Le concert le plus important pour son avenir a lieu le 28 octobre dans les salons de l'Institut de Coopération Intellectuelle (au Palais-Royal). Le concert est organisé par Elizabeth Sprague Coolidge qui aidera Tinayre après son exil à New York. Il chante trois récits de l'évangile de Francesco Malipiero présentés par Raymond Petit.
Au début de 1932 a lieu un festival de musique française à Londres (Queen’s Hall (en)), organisé par la "New English Music Society". Les ensembles mis à contribution sont le "New English Chamber Choir" et le London Chamber Orchestra (en) fondés par Anthony Bernard et le London Vocal Quintet. Les artistes français incluaient, outre Tinayre, Claire Croiza et Robert Casadesus.
A Paris, Tinayre chante des Lieder de Schubert, salle Chopin, avec le Quatuor Capelle et Hélène Léon, pianiste (24 janvier 1932). Le 10 mars, il est de nouveau au temple protestant de l’Étoile avec A. Cellier, qu'il retrouve en novembre pour interpréter une œuvre de Cellier, sur un texte de Louis Pize, "In memoriam Georges Goubeyre". (La Cigale uzégeoise : revue scientifique et littéraire, (Uzès) 1933-janv-01
Tinayre donne en outre de nombreux concerts hors de Paris, apparemment sans beaucoup varier son programme.
En 1933 les concerts avec Cellier en province se poursuivent. Celui du 16 novembre 1933 au Temple de la rue Brueys, à Montpellier donne lieu à un petit article dans la presse : « M. Yves Tinayre nous détailla avec l’art le plus pur l'« Haec Dies » de Leoninus écrit au XIIe siècle, un « Chant Spirituel » de Beethoven, une « Chanson des Prisonniers de Lyon » écrite vers 1550, un « Chant hébraïque » de Carl Loewe et l’« Alléluia » d'Andreas Hammerschmidt» (sans doute l'Allelujah! Freuet euch, ihr Christen alle.
A Paris, il continue à participer à des conférences, sur la musique ancienne anglaise, en février, dans le cadre du Cycle Musical et Littéraire Guy de Pourtalès. Quelques jours plus tard, il est à l'École normale de musique de Paris, et illustre une causerie sur l'organum par Alfred Cortot en chantant une pièce de Léonin, le Sonnet de Pétrarque de Guillaume Dufay et un motet de Gombert.
En mars, il est à Pleyel avec l'Orchestre Symphonique de Paris sous la direction de Pierre Monteux, avec Marguerite Roesgen-Champion au clavecin. Monteux dirige notamment la Symphonie en la de Pierre-Octave Ferroud (1930) et la Suite pour clavecin et orchestre de Roesgen-Champion (création). Tinayre reprend des pièces de son répertoire habituel (Motet de Gombert, Le Repos de la Sainte famille, de Berlioz) et 'Les Couplets de Gulistan' de Nicolas Dalayrac.
En mai, il participe aux cérémonies commémoratives pour le bicentenaire de la mort de François Couperin. Le 17 mai 1933 à l'église Saint-Gervais Tinayre chante une 'Elévation' de Couperin avec Paul Brunold à l'orgue devant le général Gouraud, président d'honneur des Amis de St-Gervais. Le 19, il chante des Motets et le 29, dans les salons du grand-maître de l'artillerie et salon de musique de la bibliothèque de l’Arsenal, de la musique vocale profane, avec Mmes Humbert-Lavergne (soprane), Juliette Ancel-Guyonnet (violoniste des Concerts Colonne), Jeanne Zimmermann, Paul Brunold et Louis Ruyssen (violoncelliste, Chambéry 1888 - 1944 Paris).
En novembre, il retrouve la famille Martenot à Pleyel. Le mois précédent, un concert avec l'inventeur des ondes Martenot avait déjà été diffusé sur le Poste Parisien. Le programme combinait des œuvres du répertoire habituel de Tinayre, et d'autres beaucoup plus originales, mais sans doute pour l'orchestre ou les ondes. Lors du concert à Pleyel, il retrouve la soprane Mady Humbert-Lavergne.
Fin novembre, il participe de nouveau à un concert Capelle, salle Chopin, avec d'autres artistes (Madeleine Grey ; la soprano Jeanne Montjovet, épouse de Louis Vierne ; Gabrielle Ritter-Ciampi…) Tinayre chante de nouveau dans le cadre des Concerts Capelle en janvier 1934. C'est sans doute fin décembre qu'ont lieu deux concerts organisés par Julien Cain à la galerie Mazarine. Un premier concert avait été présenté par Yvonne Rokseth, auteur des transcriptions. Tinayre y chantait une pièce de Léonin remaniée par Perotin, tirée du Magnus Liber Organi et deux conduits et d'autres pièces. Un deuxième concert était dirigé par Roger Desormières, avec la Société de musique d'autrefois,.
A la fin de novembre 1933, un concert auquel a participé Tinayre est diffusé à la radio. Ce concert organisé par le Conservatoire de Genève avait à son programme des œuvres allant du XIIe au XVIIe siècle, dont un Motet de Francon de Cologne.
Finalement, le 29 décembre 1933 un article publié dans L'Intransigeant et signé de Gustave Bret  annonce la sortie chez Lumen de six disques : Sept siècles de musique sacrée, par Tinayre et A. Cellier. Un deuxième album est annoncé. La sortie de ces disques est largement saluée dans la presse dès janvier 1934, notamment par Dominique Sordet dans L'Action française : le journaliste se réjouit de la sortie de ces disques, regrettant seulement que Tinayre soit le seul interprète vocal alors que les pièces pour une voix seule n'existaient pas encore, et l'emploi du violon au lieu de la vielle. Ces disques obtiennent une mention d'honneur au  Prix Candide fondé en 1931 à l'instigation de Sordet.
En janvier 1934, Tinayre chante de nouveau à la Bibliothèque nationale avec Cellier, Suzanne Englebert (cantatrice), la Psalette Notre-Dame (chœur fondé par Jacques Chailley et un groupe d'instrumentistes . Il repart ensuite en tournée en province, où il rencontre des artistes prestigieux, à Bordeaux ou à Guebwiller.
Il fait une tournée dans le nord-ouest, en mars, avec la Société des Violes et Clavecin. Selon l'un des journalistes, Maçon "travaille depuis plus de vingt ans à la plus authentique reconstitution de la musique ancienne"
Tinayre reprend ensuite les concerts dans les temples protestants avec Cellier, puis donne une conférence "Rive Gauche" à la salle Récamier. Il s'agit d'une conférence-concert sur "Les Maîtres primitifs de la musique occidentale, chants et cordes". Le programme précise que "La plupart des œuvres seront données en première audition".
En 1935, Tinayre continue à participer à des conférences et à en donner, à Paris et en province. Celle de Toulouse est retransmise sur Toulouse-Pyrénées le 20 février. Il rencontre Émile Vuillermoz et Albert-Émile Sorel lors d'une conférence sur Debussy, lors de laquelle il se fait accompagner par Janine Weill,.
Il continue à donner des concerts, à Paris (au couvent des Dominicains, le 6 décembre) et en province, et chante même à Oran, en mars. L'un des journalistes qui assistent à ce concert (qui signe A. Mateur !) souligne que Tinayre "n'est pas de taille à chanter dans une grande salle mais plutôt dans un salon". A Nantes, en mai, il est accompagné par A. Cellier, ainsi que Fernand Gaubert (violon), Otto Jandin (violoncelle) et un chœur.
En juin, il chante avec Pierre Revel et Bernard Michelin , et en décembre avec Maurice Duruflé, titulaire de l'orgue de Saint-Etienne-du-Mont.
Le 6 avril 1935, Florent Fels publie dans Les Nouvelles Littéraires le premier compte-rendu élogieux sur le deuxième album Lumen de Tinayre. D'autres critiques positives sortent (par Émile Vuillermoz dans Excelsior  ; Dominique Sordet dans Ric et Rac, Jean-Richard Bloch dans Marianne.
Parmi les concerts annoncés pour le 18 mars 1935 figure un concert par disques (payant) à 'La Boîte à Musique' . Ce concert-ci porte sur les disques de Tinayre et Cellier, Sept siècles de musique sacrée.
Un article sorti au début de 1936 que Tinayre a enregistré l'air de Renaud ('Plus j'observe ces lieux') d'Armide de Lully, l'un de ses airs préférés, pour L'anthologie sonore (disque n°20), groupement fondé en 1934 pour "combler les nombreuses lacunes de l'édition phonographique et ... tirer d'un oubli injuste un certain nombre de chefs-d'œuvre des maîtres du passé".
Tinayre fait, à partir de mars, une grande tournée en Algérie. A Oran, il chante au Foyer du Légionnaire, le 11 mars 1936. On se souvient que le général Giraud, qu'il a déjà rencontré, commande la division d'Oran jusqu'à la fin mars. Il fait une nouvelle tournée en Algérie en décembre. Son programme ne comporte pas de nouveautés, en dehors peut-être de Gentils galants de France (XVe siècle) et Trois jeunes tambours, XVIIIe siècle. On note, pour la partie orchestrale, un poème symphonique de Georges Hüe, Emotions(1918).
En avril, il donne un concert à Vienne (Autriche) et en juillet donne un programme de musique de 1300 à 1700 avec l'Orchestre de la BBC (diffusé sur Radio Régional-Londres). On note au programme Mille bonjours vous présente (Dufay); Danse de la reine Avrillouse, chanson provençale (XIIe siècle); Plourès, danses (G. de Machaut, XIVe siècle) et la Scène d'Orphée (Luigi Rossi). Il passe sur Radio Suisse Romande en novembre.
Il continue à donner des conférences, à Paris et en province (plusieurs fois avec Rive Gauche) et des concerts en particulier avec A. Cellier. On les retrouve tous les deux au Couvent des Dominicains, en juin pour un concert spirituel de charité (au profit de la caisse de secours de l'Union catholique du théâtre) et en novembre, avec également Jeanne Bachelu (violon), Gaston Blanquart et Fernand Marseau,.
Le début de 1937 est marqué par la publication de plusieurs articles sur la sortie de six disques supplémentaires chez Lumen. Nicolas Motais, critique phonographique dans plusieurs journaux, souligne les défauts de la voix de Tinayre.
En novembre, un article sur 'le phonographe au service de Dieu', une initiative d'Albin Peyron qui a permis de sortir 26 disques de musique religieuse, signale la participation de Tinayre.
Au printemps, Tinayre retourne en Algérie, il chante à Alger avec l'ensemble formé par Henri Defossé (qui tenait le piano). Le concert est diffusé sur Radio Alger le 7 avril.
A son retour en France, il retrouver A. Cellier pour une tournée dans le sud et l'est de la France. A Nîmes, il chante avec le violoniste Georges Grosel.
En juin, il donne un récital au Wigmore Hall, à Londres (où il était déjà fin janvier). En octobre, Radio Paris diffuse un concert dirigé par Rhené-Baton. Tinayre reprend ses grands succès, tandis que l'orchestre donne Titania, suite d'orchestre tirée de l'opéra de Georges Hüe, et Nocturne de printemps (Jean Roger-Ducasse).
Les concerts spirituels avec Cellier continuent en 1938. A Orthez, il chante Francisco de la Torre et  Lodovico Grossi da Viadana , à la Neue Kirche, à Strasbourg , la cantate "Die Engelein" (1706) de Johann Christoph Kridel (cs), pour une voix, deux violons et orgue ; à Belfort, une œuvre d'Alessandro Grandi.
A Paris, il participe à un concert mondain : Mme J.-M. Boesch (Jeanne Boesch, pianiste ?) a organisé une "intéressante réunion musicale" avec des œuvres inédites de la "bibliothèque Yves Tinayre", interprétées par lui-même et Mme Boesch, la comtesse Paul de Leusse et Marcel Dubost (violoncelliste).
Une autre soirée privée a lieu dans la salle de musique de M. et Mme Henry Goüin, 4, avenue Milleret-de-Brou, le 29 avril 1938 : organisée par l'Association franco-britannique «Art et Tourisme » (présidée par Henri de Peyerimhoff) et consacrée à la musique ancienne anglaise : Yves Tinayre y retrouve Alexandre Cellier (qui joue sur l'orgue Gonzalez des Goüin), et Pauline Aubert, "claveciniste et virginaliste experte" .
Pendant la première quinzaine de septembre ont lieu les cérémonies du tricentenaire de la naissance de Louis XIV. Un concert à la Chapelle royale de Versailles, dirigé par M. Gustave Cloëz, réunit Alexandre Cellier, Jean Savoye et André Girard, violonistes; Etienne Ginot (qui appartint au Quintette Pierre Jamet), altiste; Yves Delacourcelle (Le Chesnay 1903 - Carrières-sous-Poissy 1991), violoncelliste ; et Morel, hauboïste des Concerts Colonne, et pour les chanteurs, Yves Tinayre et Lucien Lovano (basse). Tinayre chanta 'Ostende Domine' (Fr. Couperin); 'O Jesu' (S. de Brossard) et le 'Psaume CL' (A. Campra) 
Le 30 décembre 1938, Tinayre collabore avec 'Proscenium d'Europe', : il donne un concert intitulé “Musiques de l’adoration mystique” consacré aux musiciens italiens et allemands des XVIe et XVIIe siècles, accompagné par un petit orchestre à cordes dirigé par Marius-François Gaillard.
Le 24 février 1939, Tinayre participe au concert de musique ancienne donné à la Schola Cantorum. L'article souligne le fait que Tinayre recherche des partitions oubliées partout en Europe. Il chante Sinfonia da Chiesa de Francesco Manfredini ; O Ludicissima Dies de Giovanni Paolo Colonna ; et le Psaume 150 (Motet 'Laudate Dominum in sanctis eius') d'André Campra.
On le retrouve ensuite pour un concert au temple protestant de Pau, accompagné par Alexandre Cellier, le 3 mai 1939 : c'est sans doute son dernier concert en France, et la dernière trace qu'il laisse dans la presse française. Tinayre quitte la France et s'installe aux Etats-Unis. Pour la suite de son histoire, les sources sont moins accessibles.

### Aux États-Unis
Une fois aux Etats-Unis, Tinayre participe au Festival de Musique de Chambre organisé par l'Elizabeth Sprague Coolidge Foundation, à l'Auditorium Coolidge de la Librairie du Congrès, en avril 1940 : il chante (baryton) pour la création d'Epithalamium, de Pizzetti. En 1941 il fait un enregistrement pour CBS, puis part en tournée de conférences-concerts.
En 1943, à New York, il participe à une série de concerts qu’organise le Comité de coordination des sociétés françaises de secours.
En 1944, il retrouve Henri Casadesus et la Société des Instruments Anciens, et chante (baryton) des œuvres des XVIe et XVIIe siècles. Il interprète encore un programme de musique ancienne au Hill Music Hall le 28 octobre 1947. Tinayre attire de nouveau l'attention de l'Elizabeth Sprague Coolidge Foundation en 1947.
Il enregistre pour le label Allegro en 1950. En 1952, ses albums "Sept siècles de musique religieuse", parus chez Lumen, sont repris par Decca Gold Label, qui ajoute quelques morceaux. Ces disques ont longtemps été utilisés par les professeurs de musique américains.
En 1953, il collabore avec le National Council of Catholic Men : Tinayre apparaît dans l'émission de radio The Catholic Hour en 1953.
Tinayre a enseigné le chant à Thomas Pyle et William Warfield (en) (qui fut son élève dans le cadre de l'American Theatre Wing et a chanté des œuvres redécouvertes par Tinayre.
On peut trouver des photos de Tinayre dans la presse, l'une d'elles prise sans doute par Léon Naudin, (1856-1925) et l'autre par un anonyme.
Howard Taubman (en) a écrit qu'"On peut dire résumer Tinayre en disant qu'il est baryton, mais c'est aussi un érudit, un chef d'orchestre, un conférencier et un artiste ; en bref, c'est un magnifique musicien.".

## Discographie
- 7 siècles de musique sacrée évoqués par le solo vocal instrumental, 1160-1791, 12 disques 78t. Lumen[136] ;

7 Centuries of Sacred Music (2xLP, Mono) Decca Gold (en) Label, DX 120 (1952). Disponible sur Youtube ;
- Airs de musique sacrée: du 13e au 18e siècle (une partie des enregistrements Lumen), Yves Tinayre et al. Fondation Armand Panigel[137] ;

- Early Italian Cantatas : Salve Regina (Porpora), Yves Tinayre, baryton ; Allegro Chamber Society with Edward Linzel at the organ, Sam Morgenstern conducting. Allegro classics AL87 (33t, mono) : même enregistrement que Motetto da Requiem (A. Scarlatti) & Salve Regina (Porpora), Yves Tinayre, baryton (et mêmes partenaires) (Allegro LEG 2010) ;

- An Yves Tinayre Recital : Sacred and Secular Music from the XII thru the XVII Centuries, Columbia 70700D 4 x 78 t. (1941) ; TRH (The Record Hunter), No. 2, 1963 + The Record Hunter XTV 86339 [LP, mono] by Yves Tinayre & Dvonch Ensemble [138] (Eregistrements de 1941) ;

- Airs D'opéras De J.-B. Lully[139] ;

Lully: Armide, Acte II, Air de Renaud: Plus j'observe ces lieux : Y. Tinayre, Orchestre à cordes dirigé par Alexandre Cellier, avec deux airs de Persée (Lully) par Lina Falk (alto) 
L'Anthologie sonore n°20 [78rpm, 30cm, Europe]
The Gramophone Shop « L'Anthologie sonore » AS 20 [78rpm, 30cm, USA]
- J'ai Du Bon Tabac & La Légende De Saint-Nicolas / Au Clair De La Lune, Yves Tinayre (disque shellac, 25cm), Columbia D 6271 et D 6270 ;

- Au Saint-Nau / Perot , Quiarche Ton Chalumea (disque shellac, 25cm) Lumen 33.075 ;

- Misterio de Elche, Drame liturgique en 2 actes, chanté en vieux valencien. L. Stevens, E. Clark, Y. Tinayre avec un chœur. Sous la direction de John Motley. Norleen Sound Service [LPx2][140].